# Leonard Frey
Leonard Frey (New York, 4 september 1938 - aldaar, 24 augustus 1988) was een Amerikaans acteur. Hij werd in 1972 genomineerd voor een Academy Award voor zijn bijrol als 'Motel de kleermaker' in de film Fiddler on the Roof, naar de gelijknamige Broadwayproductie.
Frey maakte in 1963 zijn film- en acteerdebuut in het horrordrama The Fat Black Pussycat. Dat bleek de eerste van tien filmrollen voor hem, dertien inclusief die in televisiefilms. Daarnaast verscheen hij in achttien televisieseries, hoewel bijna altijd als een personage dat in één aflevering voorkomt. Uitzonderingen hierp vormen de reeksen Best of the West en Mr. Sunshine, waarin Freys personage in 22 en elf afleveringen voorkomt. Behalve voor de camera acteerde hij meermaals in het theater. Hier werd hij in 1975 genomineerd voor een Tony Award voor zijn bijrol in het toneelstuk The National Health.
Frey stierf op 49-jarige leeftijd aan de gevolgen van aids.

## Filmografie
*Exclusief drie televisiefilms
- The Sound of Murder (1982)
- Tattoo (1981)
- Up the Academy (1980)
- Where the Buffalo Roam (1980)
- Fiddler on the Roof (1971)
- Tell Me That You Love Me, Junie Moon (1970)
- The Boys in the Band (1970)
- The Magic Christian (1969)
- Finnegan's Wake (1966)
- The Fat Black Pussycat (1963)

## Televisieseries
*Exclusief eenmalige gastrollen
- Mr. Sunshine - Prof. Leon Walters (1986, elf afleveringen)
- Best of the West - Parker Tillman (1981-1982, 22 afleveringen)

- Bibsys: 99013410
- Biblioteca Nacional de España: XX1297757
- Bibliothèque nationale de France: cb141790444 (data)
- Gemeinsame Normdatei: 135242487
- International Standard Name Identifier: 0000 0001 1025 9153
- Library of Congress Control Number: n86140031
- MusicBrainz: 653f3667-1ee1-45f1-97e8-d67853181646
- Nationale Bibliotheek van Tsjechië: xx0152727
- Nationale Bibliotheek van Israël: 987007324747505171
- Nationale Bibliotheek van Polen: a0000001677881
- SNAC: w64k36jq
- Système universitaire de documentation: 227833716
- Virtual International Authority File: 44509398
- WorldCat: E39PBJhMkY7tPVqfHWmkBgmWXd